# Iranarpia albalis
Iranarpia albalis är en fjärilsart som beskrevs av Hans Georg Amsel 1961. Iranarpia albalis ingår i släktet Iranarpia och familjen Crambidae. Inga underarter finns listade i Catalogue of Life.